# Саєнко Рена Іллівна
Рена Іллівна Саєнко (31 грудня 1935, Маріуполь — 13 грудня 2006, Маріуполь) — старший науковий співробітник Маріупольського краєзнавчого музею в якому пропрацювала з 1956 по 2006 рік, Почесний громадянин Маріуполя. Член Українського геральдичного товариства.

## Життєпис
Народилась в місті Маріуполь 1935 року.
Дід — Яків Коваль, родом із села Водяне Верхньодніпровського повіту. В Маріуполі був працівником заводу «Нікополь», революціонером тощо. 1938 року в роки сталінського режиму був заарештований та розстріляний. Родину та онуків піднімала бабуся — Коваль Дар'я Матвіївна. Родина не встигла евакуюватися і перебувала в Маріуполі під час тимчасово захоплених територій німецькими фашистами.
Рена навчалась в освітній школі № 30 з 1944 року, відразу по визволенню Маріуполя від німецьких загарбників. По закінченні школи влаштувалась у Ростовський педагогічний інститут на історичний факультет на заочне відділення. Студентське завдання 1956 року привело її у Маріупольський краєзнавчий музей (тоді Ждановський). По закінченні інституту влаштувалась туди на працю. Археологічну практику Рена Саєнко комбінувала із вивченням та описом експонатів краєзнавчого музею.
За радянських десятиліть краєзнавчому музею не дозволяли збирати художні і мистецькі твори як непрофільні (гроші на мистецькі твори закупівельна комісія не отримувала). Лише хитрощі музейних працівників нечасто обходили заборони і вводили у фонди декоративно-ужиткові речі, старовинний посуд і меблі, окремі зразки графіки. Винятком були подарунки від небагатьох місцевих художників, їх родин та діячів мистецтва. Тому в Маріупольському краєзнавчому музеї не було вартісних творів мистецтва до 1970-х років, про що жалкувала Р. Саєнко.
З роками з неї виробився фахівець з історії Приазов'я та Маріуполя, вивчалась історія Запорізької Січі, Кальміуської паланки і фортеці Кальміус, історії грецьких поселень на околицях міста. Брала участь у декількох наукових конференціях. Серед здобутків Рени Саєнко — маріупольський літопис, його створення. Вона додала документально вивірені коментарі до кожного факту маріупольського літопису.
Вона була и автором проекту музеєфікації історичного центру Маріуполя — для використання історичних споруд міста та створення в них малих музеїв різної тематики: архітектури та містобудування, маріупольського літературного, меморіального А. І. Куїнджі та ін. Адже це нові робочі місця і збереження історичного центру Маріуполя, від чого виграють всі. Рена Саєнко брала за приклад сусідній Таганрог, що помітно менший за населенням і індустріальним потенціалом, але вельми перевищує Маріуполь потенціалом музейним та культурним. Відстає Маріуполь і від сусіднього Бердянська, котрий має багатий художній музей, дельфінарій, краєзнавчий та меморіальний будинок-музей П. П. Шмідта, Бердянський центр культури і мистецтв, Бердянський центр культури і дозвілля «Софіт», Музей історії міста Бердянська окрім краєзнавчого.
Померла в Маріуполі 13 грудня 2006 року.

## Друковані твори
Рена Саєнко автор приблизно 400 статей в різних періодичних виданнях СРСР, України і Росії. Автор основного тексту з історії міста Жданова (нині Маріуполя) в академічному виданні «Історія міст і сіл Української РСР» (1976), а також у книзі «Весь Маріуполь» (2004), співавтор монографії «Греки Росії та України».

## Увічнення пам'яті

меморіальна дошка

У 2007 році Рені Саєнко було посмертно присвоєно звання «Почесний громадянин міста Маріуполя» за вагомий особистий внесок у вивчення та популяризацію історії Маріуполя, значиму краєзнавчу та просвітницьку діяльність. У її в пам'ять на будівлі Маріупольського краєзнавчого музею встановлена меморіальна дошка.